# بوريليا أمريكية
بوريليا أمريكية (الاسم العلمي: Borrelia americana) هي نوع من البكتيريا تتبع جنس البوريليا من الفصيلة البوريلية.